# 尼古拉耶夫卡 (犹太自治州)
尼古拉耶夫卡（羅馬化：Nikolayevka）是俄罗斯犹太自治州的市级镇，属斯米多维奇区，位于自治州东部通古斯卡河畔，在区行政中心斯米多维奇东、自治州首府比罗比詹东偏南方。阿穆尔公路经过该地。
该地2021年人口有6,346人；2010年人口7,912；2002年人口7,650；1989年人口8,188。